# Калико (вариетет)
Кали́ко «Эго Нишики» (вариететная форма) кит. 五颜六色　五花籣ळ «красочно-пёстрый» — одна из искусственно культивированных декоративных пород аквариумной «золотой рыбки» (лат. Carassius gibelio forma auratus (Bloch, 1782)), отличающаяся отсутствием спинного плавника у калико.

## История происхождения
Выведена из породы золотых рыбок под наименованием «Калико» (пёстрая).

## Описание
Длина рыбки около 18 см. Формой тела вариететная калико напоминает симбиоз трёх пород золотых рыбок — ранчу, нанкин и помпона: короткое и продолговато-округлое. Отличительная черта этой золотой рыбки, в сравнении с прародителями калико — отсутствие спинного плавника. Голова выглядит более крупной и мощной за счёт наличия большого количества бородавчатых наростов красного цвета. Задняя часть тела — также крупная. Основание хвоста кажется неуклюже большим, по сравнению с подобными породами и прародителями. Весь вид этой рыбки напоминает тело холёного борова или бизона.

### Окрас
Окраска калико очень пёстрая: по всему телу и плавникам разбросаны цветные пятна различных размеров и формы с многообразным чёрными, красными, бурыми и коричневыми мелкими крапинками, как у породы золотых рыб «Шубункин». Вся красота этих рыб раскрывается в аквариуме на фоне сочной и богатой зелени с жёсткими листьями. Отличительная черта вариететной фармы калико «Эго Нишики» — окрас тела с более богатым наличием сине-голубых оттенков.

### Поведение
Рыбка спокойна и хорошо совместима с вуалехвостами и телескопами. Растения в аквариуме с рыбками желательно очень хорошо укрепить, так как калико, как и другие виды золотых рыбок, любят рыться в грунте и постоянно шныряют по всему аквариуму в поисках пищи.

## Условия содержания и размножения
Вуалевых телескопов содержат при:
- Жёсткость воды (gH) 6-18°;
- Кислотность воды (pH) 6,5-8,0;
- Температура (t) 16-25 °C.

Рыбок опасно содержать с более темпераментными рыбками, чем телескопы, вуалехвосты, пузыреглазы и др. Острые предметы могут травмировать нежные глаза рыб и плавники. Грунт необходимо подбирать в виде мелкой гальки. Из растений желательно высаживать роголистник тёмно-зелёный, валлиснерию, элодею или — «густолистную водную чуму».

### Кормление
К кормам неприхотливы и всеядны: едят как живую, так и растительную пищу, а также сухие корма.

### Размножение
Половозрелость телескопов и возможность их размножения наступает через год после вылупления мальков из икринок. Подготовка к нересту аналогична описанной для других карповидных: нерестовик обустраивается в центре 100—150 литрового аквариума с нерестовой решеткой, одним или двумя распылителями и пучком мелколиственных растений в центре. На одну самку 2-х самцов. Плодовитость от 2 до 10 тыс. икринок. Личинка выходит через 2 суток. На 5-й день мальки начинают плавать. Кормление мальков — коловраткой.
Для разведения:
- Показатели жёсткости воды (gH) 8-15°;
- Кислотность воды (pH) 7,0-8,0;
- Температура (t) 22-28 °C.

## В аквариумистике и прудовом хозяйстве
Рыбка подходит для содержания в холодноводном аквариуме с большим пространством для свободного плавания. Красива в оранжереях. Благодаря выносливости породы, её можно содержать в декоративном пруду на улице. Предпочитает сообщество себе подобных, яркий свет и обилие свободного пространства. Эффективная фильтрация и регулярная подмена воды. При оформлении водоема рекомендуется использовать сыпучий мелкофракционный грунт, камни, коряги, живые или пластиковые растения, в том числе плавающие.
Совершенно недопустимо содержать этих рыбок в круглых шаровидных аквариумах, в которых очень слабый водный газообмен из-за сужающегося кверху отверстия ёмкости и рыбки задыхаются. Желательный объем для содержание — от 100 литров воды на одну особь.